# Geoff Cameron
Geoffrey Scott Cameron (ur. 11 lipca 1985 w Attleboro, Massachusetts) – amerykański piłkarz, który występował na pozycji pomocnika.
W latach 2010−2017 reprezentant Stanów Zjednoczonych. Uczestnik Mistrzostw Świata w 2014 roku oraz Copa América 2016.
W swojej karierze występował m.in. w takich klubach jak: Stoke City, Houston Dynamo czy Queens Park Rangers.

## Kariera klubowa
Cameron karierę rozpoczynał w 2004 roku w zespole West Virginia Mountaineers z West Virginia University. W 2005 roku został graczem klubu Rhode Island Stingrays, grającego w PDL. Jednocześnie od 2006 roku grał w zespole Rhode Island Rams z University of Rhode Island.
W 2008 roku Cameron trafił do , występującego w MLS. W tych rozgrywkach zadebiutował 30 marca 2008 roku w przegranym 0:3 meczu z New England Revolution. 6 kwietnia 2008 roku w zremisowanym 3:3 pojedynku z FC Dallas strzelił pierwszego gola w MLS. W tym samym roku wywalczył z zespołem wicemistrzostwo MLS. W 2009 roku został wybrany do MLS Best XI.

## Kariera reprezentacyjna
W reprezentacji Stanów Zjednoczonych Cameron zadebiutował 25 lutego 2010 roku w wygranym 2:1 towarzyskim meczu z Salwadorem.